# Florin Gheorghiță
 Florin Gheorghiță (n. 24 august 1928, Târgu Neamț, Moldova, România) a fost un fizician român și ufolog.
De profesie este inginer și specialist în proiectare. După ce a citit un articol din revista Science et vie a început să studieze OZN-urile prin tehnică fotografică, dar s-a preocupat și de problema raportului dintre tipurile de civilizații umană și extraterestră.
A trecut în neființă pe 23 august 2023.

## Lucrări publicate
- OZN - o problemă modernă, Editura Junimea, Iași, 1973
- Enigme în Galaxie, Editura Junimea, Iași, 1983
- Întrebările științei, Editura Albatros, București, 1988
- Temponauții galactici, Editura Moldova, Iași, 1993
- Straniile inteligențe invizibile, ediția I, Editura Institutului European, Iași, 1993
- Straniile inteligențe invizibile, ediția II-a, Editura Fides, Iași, 1996
- Straniile inteligențe invizibile, ediția III-a, Editura Polirom, Iași, 2014
- Comunicări cu cealaltă lume, ediția I, Editura Big M, Iași, 1993
- Comunicări cu cealaltă lume, ediția II-a (Voci din invizibil), Editura Aldo Press, București, 1995
- Spirit și destin cosmic, Editura Mold-Hermes, Iași, 1994
- Lumi invizibile, ediția I, Editura Poliron, Iași, 1996
- Lumi invizibile, ediția II-a, Editura Sedcom, Iași, 2003
- OZN eterice, Editura Polirom, Iași, 1997
- Fenomenul Valentina, Editura Polirom, Iași, 1997
- Incursiuni în alte lumi, Editura Polirom, Iași, 1997
- Seniorii cosmosului. Extratereștrii printre noi, Editura Polirom, Iași, 2001
- Revenirea zeilor, Editura Obiectiv, Craiova, 2003
- Karma taina reîncarnării, ediția I, Editura Polirom, Iași, 2004
- Karma taina reîncarnării, ediția II-a, Editura Kullusys, București, 2008
- Karma taina reîncarnării, ediția III-a, Editura Polirom, Iași, 2014
- Veghetorii Terrei, Editura Obiectiv, Craiova, 2005
- Nevăzuții de lângă noi, Editura Cartea Daath, București, 2007
- Dezvăluiri din invizibil, ediția I, Editura Polirom, Iași, 2008
- Dezvăluiri din invizibil, ediția II-a, Editura Polirom, Iași, 2014
- Lumea de dincolo, Editura Obiectiv, Craiova, 2008
- Strălucitorii galactici, Editura Coresi, București, 2009
- Treptele inițierii, Editura Kullusys, București, 2010
- Corpurile invizibile ale ființei umane, Editura Junimea, Iași, 2011
- Taine primordiale, Editura Junimea, Iași, 2012
- Lumea sufletelor, Editura Orfeu, 79, București, 2013
- Marile taine ale omenirii, Editura Polirom, Iași, 2013
- Strania energie a gândirii, Editura Polirom, Iași, 2014
- Uimitoarele fenomene din Invizibil și energiile benefice, Editura Polirom, Iași, 2015
- Sufletele, îngerii și ce ne ascunde știința, Editura Polirom, Iași, 2014
- Vestigii de la o altă omenire, Editura Polirom, Iași, 2017
- Magia realităților paralele, Editura Polirom, Iași, 2018
- Invizibilul din noi înșine, Editura Cartea Românească Educațional, Iași, 2019
- Noi, pământenii, și ei, galacticii, Editura Polirom, Iași, 2019
- Terra, o planetă des vizitată, Editura Polirom, Iași, 2021